# 리볼리타

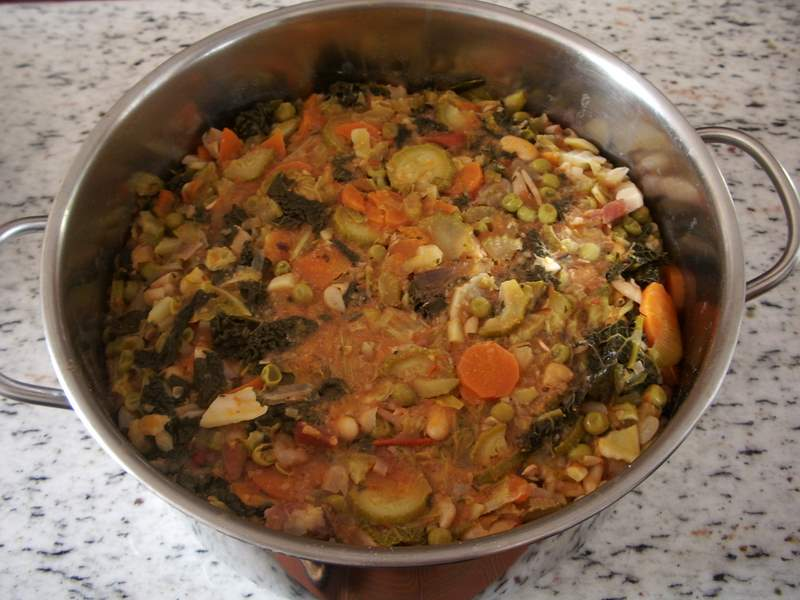
리볼리타

리볼리타(Ribollita)는 토스카나주의 수프 요리로 빵과 야채 등으로 진하게 끓인 요리이다. 여러 종류가 있지만 남은 빵과 카넬리니 콩, 당근, 양배추, 콩, 비트, 양파 등 싼 채소를 한데 끓인 것이다. 문자 그대로 다시 끓였다는 뜻이다.
대부분의 토스카나 요리가 그렇듯, 이 수프도 소작농들이 만들어 먹던 것에서 출발했으며 남은 미네스트로네를 다시 끓여서 만든 요리가 현재에 이른 것이다. 일부 자료는 중세 때로 거슬러 올라가기도 하며 당시에는 하인들이 봉건 시대 영주들의 연회 때 남은 음식들을 큰 솥에 모아서 빵과 함께 끓여 먹었다고 한다.

## 같이 보기
- 미네스트로네